# Gulangyu
Gulangyu (chinês: 鼓浪嶼chinês simplificado: 鼓浪屿)ou Kulangsu é uma pequena ilha na costa de Xiamen, província de Fujian, sul da China que possui cerca de 2 km² de superfície. Cerca de 20.000 pessoas a habitam e é um destino turístico muito popular.
Os visitantes podem chegar de ferryboat que parte de Xiamen em cerca de 5 minutos. A ilha é famosa por suas praias e ruas e graças a sua arquitetura variada.

## História

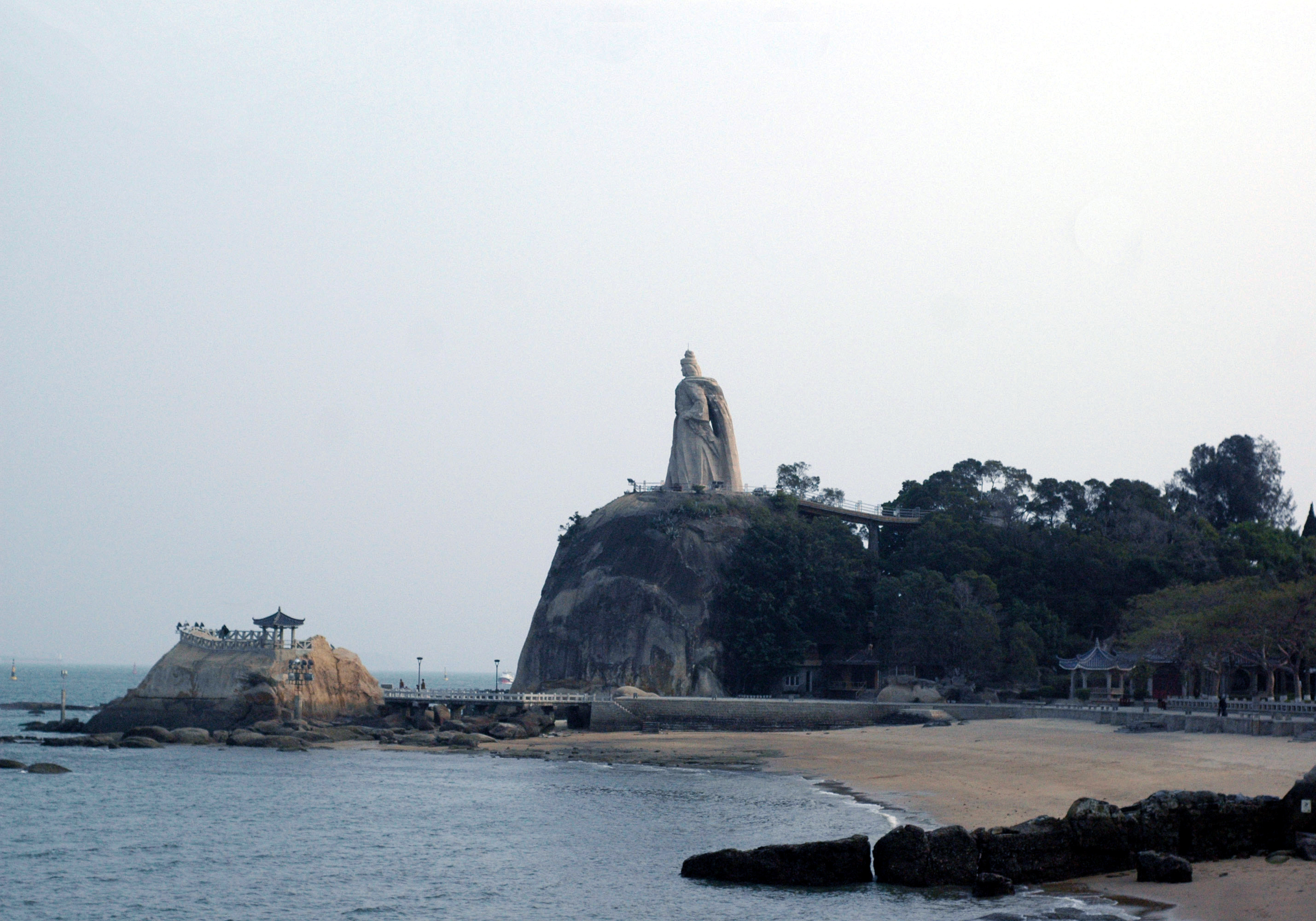
Estátua na ilha de de Gulangyu.

Xiamen (antes chamada Amoy) converteu-se em um porto como resultado da derrota da China na Primeira Guerra do Ópio e pelo Tratado de Nanquim em 1842, por esse motivo, a arquitetura predominante é a do estilo Vitoriano em toda a costa de Gulangyu, onde até 13 países, incluindo a Grã-Bretanha, França e Japão estabeleceram consulados, igrejas e hospitais. 
Gulangyu foi denominada oficialmente um assentamento internacional em 1903. Em 1942 o Japão ocupou a ilha até o final da guerra de resistência contra o Japão. Na ilha se fala o dialeto Amoy de Hokkien.

## UNESCO
Foi inscrito como Patrimônio Mundial da UNESCO em 2017 por: "ser o mais excepcional testemunho da fusão de várias influências de estilo em um novo movimento arquitetônico, o estilo Amoy Deco, que é uma síntese do estilo modernista do início do Século XX e Art Decó"